# Локни (Тексас)
Локни (енгл. Lockney) град је у америчкој савезној држави Тексас. По попису становништва из 2010. у њему је живело 1.842 становника.

## Демографија
Према попису становништва из 2010. у граду је живело 1.842 становника, што је 214 (10,4%) становника мање него 2000. године.
| Група             | 2000.         | 2010.         |
| Белци             | 936 (45,5%)   | 709 (38,5%)   |
| Афроамериканци    | 52 (2,5%)     | 51 (2,8%)     |
| Азијати           | 3 (0,1%)      | 2 (0,1%)      |
| Хиспаноамериканци | 1.067 (51,9%) | 1.081 (58,7%) |
| Укупно            | 2.056         | 1.842         |